# Flota zjednoczonych sił

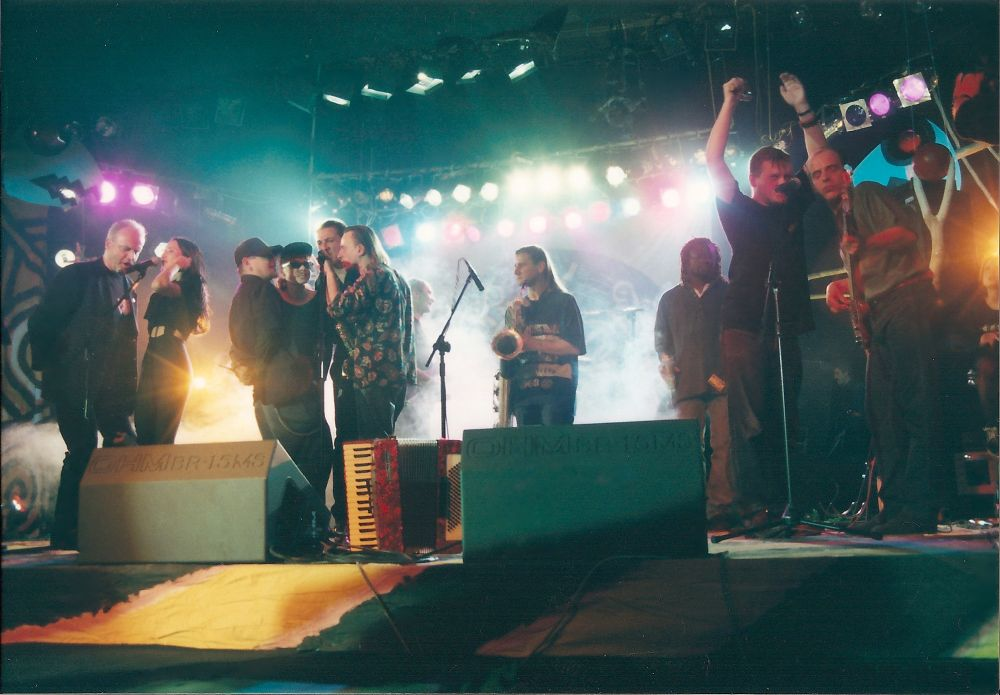
Koncert promocyjny, od lewej: Jan Chojnacki, Justyna Steczkowska, Tomasz Lipnicki, Graża T., Maciej Maleńczuk, Mateusz Pospieszalski, Wojciech Waglewski, Aleksander Korecki, Mamadou Diouf, Kazik Staszewski i Jan Pospieszalski

Flota zjednoczonych sił – płyta zespołu Voo Voo zawierająca wcześniej wydane utwory tej grupy w nowych aranżacjach i śpiewane przez zaproszonych do studia gości, jedynym wyjątkiem jest kończący płytę utwór „Środa w nocy” śpiewany przez Waglewskiego.
Płytę promował specjalny koncert w klubie „Stodoła”, na którym wystąpili wszyscy artyści, którzy wzięli udział w nagraniu płyty.
Najbardziej promowanym singlem z tego albumu stał się utwór „Nim stanie się tak, jak gdyby nigdy nic nie było” śpiewany przez Kasię Nosowską.

To był projekt, który od dawna zamierzałem zrealizować. Nastąpił akurat moment, gdy w firmie, dla której nagrywaliśmy, w Warnerze, zaszły spore zmiany personalne, a przy okazji programowe. W związku z tym współpraca z firmą stawała się dla nas coraz mniej interesująca i postanowiliśmy na koniec wykonać to przedsięwzięcie, żeby się rozstać w zgodzie. Celem Floty Zjednoczonych Sił było wydobycie piosenkarskiej esencji z tego, co robiliśmy do tej pory. Pomyślałem sobie, że fajnie będzie, gdy ktoś po prostu zaśpiewa te rzeczy, które w formie voovowskiej były dość powykręcane – ze względu na moje wokalne niedociągnięcia musiały być atrakcyjne instrumentalnie. Akurat wszyscy goście, których chciałem zaprosić, mieli wolne terminy – albo właśnie nagrali płytę, albo dopiero zamierzali to zrobić.

## Lista utworów
| 1.  | „Nim stanie się tak, jak gdyby nigdy nic nie było” | 4:19  |
|     | Kasia Nosowska                                     |       |
| 2.  | „Mydło powidło”                                    | 3:51  |
|     | Grzegorz Turnau                                    |       |
| 3.  | „Flota zjednoczonych sił”                          | 5:51  |
|     | Kayah                                              |       |
| 4.  | „A mogło być”                                      | 4:17  |
|     | Justyna Steczkowska                                |       |
| 5.  | „W połowie mniej”                                  | 3:07  |
|     | Stanisław Sojka                                    |       |
| 6.  | „Strategia śrubokręta”                             | 4:43  |
|     | Kazik Staszewski                                   |       |
| 7.  | „Co robią moje nogi”                               | 3:44  |
|     | Maciej Maleńczuk                                   |       |
| 8.  | „Wannolot”                                         | 5:09  |
|     | Tomasz Lipnicki                                    |       |
| 9.  | „Z pomieszania win”                                | 4:21  |
|     | Grzegorz Turnau                                    |       |
| 10. | „Wcale mi się słowa nie posplątywały”              | 3:29  |
|     | Stanisław Sojka i Graża T.                         |       |
| 11. | „F1 (Otwórz mi)”                                   | 3:05  |
|     | Lech Janerka                                       |       |
| 12. | „Wizyta II”                                        | 4:17  |
|     | Maciej Maleńczuk                                   |       |
| 13. | „Środa w nocy”                                     | 5:09  |
|     | Wojciech Waglewski                                 |       |
|     |                                                    | 55:22 |
|     |                                                    |       |

## Muzycy
- Voo Voo:
  - Wojciech Waglewski – śpiew, gitara, syntezator
  - Mateusz Pospieszalski – saksofon, syntezator
  - Jan Pospieszalski – gitara, gitara basowa
  - Piotr Żyżelewicz – perkusja
- Gościnnie:
  - Jan Marian – skrecze (3, 4, 6)
  - Bożena Janerka – wiolonczela (11)
  - Kwartet smyczkowy w składzie Nadia Bojadżijew, Piotr Nowicki, Marta Trybuła, Paweł Rybkowski (1, 2)